# Prezidentské volby v Ázerbájdžánu 2024
Dne 7. února 2024 se v Ázerbájdžánu konaly prezidentské volby. Původně byly plánovany na říjen 2025, ale prezident Ilham Alijev v prosinci 2023 po vítězné ázerbájdžánské ofenzívě v Náhorním Karabachu vyzval k předčasným volbám. Tato ofenzíva vedla k zániku Republiky Arcach, což byl neuznaný stát vedený Armény. Ázerbájdžán také získal plnou kontrolu nad sporným regionem Náhorního Karabachu. Volby jsou kvůli úspěšné vojenské operaci neformálně známé jako „Vítězné volby“ (ázerbájdžánský: Zəfər seçkisi). Jde o třetí předčasné volby v historii Ázerbájdžánu a první konající se v zimě.
Volby se konají v autoritářském kontextu vzhledem k tomu, že opozice a nezávislá média jsou v Ázerbájdžánu potlačovány. Dvě hlavní opoziční strany, Musavat a Lidová fronta, oznámily, že do voleb nepostaví kandidáty, a s odkazem na nedemokratickou povahu voleb vyzvaly voliče, aby k volbám nechodili.

## Časová osa
Ústřední volební komise (ÚVK) 9. prosince 2023 schválila oficiální plán voleb na rok 2024.
| Klíčová data                                   | Klíčová data |
| Datum                                          | Událost |
| ---------------------------------------------- | --- |
| 9. prosince 2023                               | Proces nominace kandidátů začíná. |
| 19. prosince 2023 – 8. ledna 2024, 18:00 UTC+4 | Sbírání podpisů na podporu prezidentských kandidátů. |
| 15. ledna – 6. února 2024, 08:00 UTC+4         | Předvolební kampaň. |
| 28. ledna 2024                                 | Konečný termín pro akreditaci volebních pozorovatelů. |
| 2. února 2024                                  | Lhůta pro podání žádostí o pozorování voleb v prostorách volebního okrsku okrskové volební komisi.                                                           |
| 7. února 2024                                  | Volební den, hlasování se konalo od 08:00 do 19:00 UTC+4. |
| Večer, 7. února 2024                           | Zveřejnění informace o výsledku voleb v protokolech okrskových volebních komisí.                                                                             |
| K 19:00 UTC+4, 8. února 2024                   | Okrskové volební komise předají první vyhotovení protokolů o výsledku voleb.                                                                                 |
| 9. února 2024                                  | Lhůta pro odevzdání prvních vyhotovení protokolů o výsledku hlasování v okrsku ÚVK. ÚVK musí po obdržení všech protokolů neprodleně vyhlásit výsledky voleb. |
| 17. února 2024                                 | Termín pro ověření a schválení výsledků voleb Ústavním soudem.                                                                                               |